# Potyond
Potyond (pronunciación en húngaro: [ˈpocond]) es un pueblo húngaro perteneciente al distrito de Csorna en el condado de Győr-Moson-Sopron, con una población en 2013 de 97 habitantes.
Es una localidad de pequeño tamaño donde casi todos los habitantes son étnicamente magiares. Las principales comunidades religiosas son los católicos y los evangélicos, cada una de las cuales forma un tercio de la población local.
Se ubica unos 5 km al suroeste de la capital distrital Csorna y su casco urbano está casi unido al del vecino pueblo de Bogyoszló.